# فرخنده پورتوریکویی
فرخنده پورتوریکویی (نام علمی: Nesospingus speculiferus)، پرنده کوچک گنجشک‌سان و بومی مجمع الجزایر از پورتوریکو است که تنها عضو از سردهٔ Nesospingus و از لحاظ تاریخی در خانوادهٔ فرخندگان است، اما مطالعات اخیر نشان می‌دهد که به عنوان یا وابسته به خانواده خود Nesospingidae یا به عنوان عضو فرخنده‌های هیسپانیولا است. نزدیک‌ترین خویشاوندانش احتمالاً اسپندالیز (خانواده اسپندالیدا که گاهی عضو فرخنده‌های هیسپانیولا نیز به‌شمار می‌روند). فرخنده پورتوریکویی در میان مردم محلی به عنوان llorosa که به معنی «گریان» است.